# Lwówi vajdaság
A Lwówi vajdaság (lengyelül: województwo lwowskie) a második világháború előtti Lengyelország (1918–1939) közigazgatási egysége volt. 1939 szeptemberében a Molotov–Ribbentrop-paktum értelmében a Wehrmacht és a szovjet hadsereg szállta meg a területet. Lengyelország megszállása alatt földalatti lengyel adminisztráció működött a vajdaságban 1944 augusztusáig.
A háború után Lengyelország nem kapta vissza a vajdaságot. Przemyśltől keletre átlósan kettészakították a lengyel–szovjet határegyezmény alapján. Ahogyan azt Joszif Sztálin az 1943 végi teheráni konferencián követelte, és ahogy az 1945-ös jaltai konferencia megerősítette, a vajdaság keleti felét az Ukrán Szovjet Szocialista Köztársaság kapta.

## Fordítás
Ez a szócikk részben vagy egészben  a   Lwów Voivodeship című angol Wikipédia-szócikk ezen változatának fordításán alapul.  Az eredeti cikk szerkesztőit annak laptörténete sorolja fel. Ez a jelzés csupán a megfogalmazás eredetét és a szerzői jogokat jelzi, nem szolgál a cikkben szereplő információk forrásmegjelöléseként.